# Liste in Angola geborener Persönlichkeiten aus Portugal
Die Liste in Angola geborener Persönlichkeiten aus Portugal führt bekannte Portugiesen auf, die in Angola geboren wurden. Die Liste ist alphabetisch sortiert und erhebt keinen Anspruch auf Vollständigkeit.

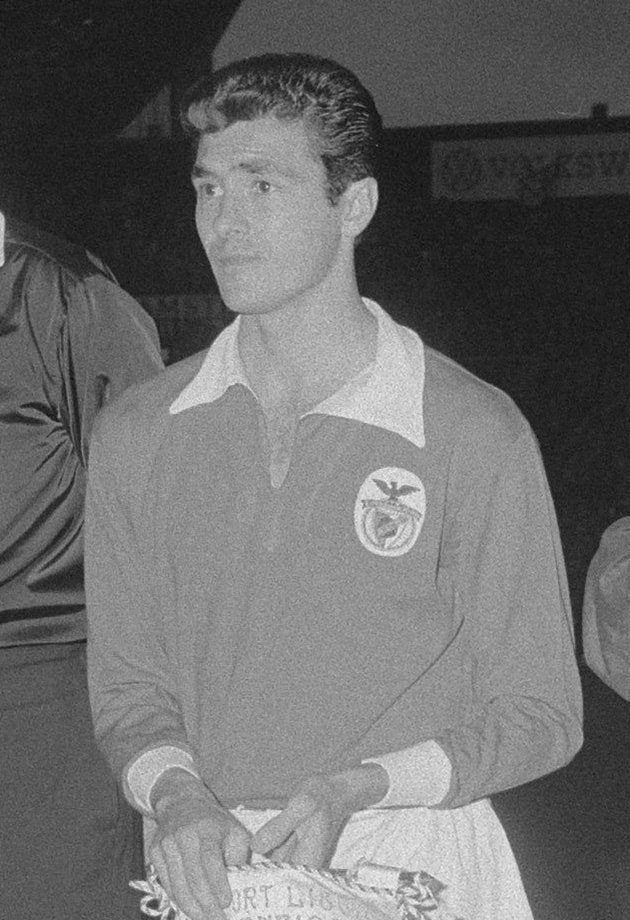
José Águas, beim Sieg des Europapokals 1962 mit Benfica

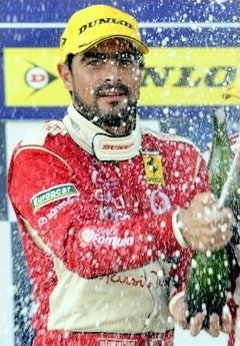
Pedro Couceiro (2010)

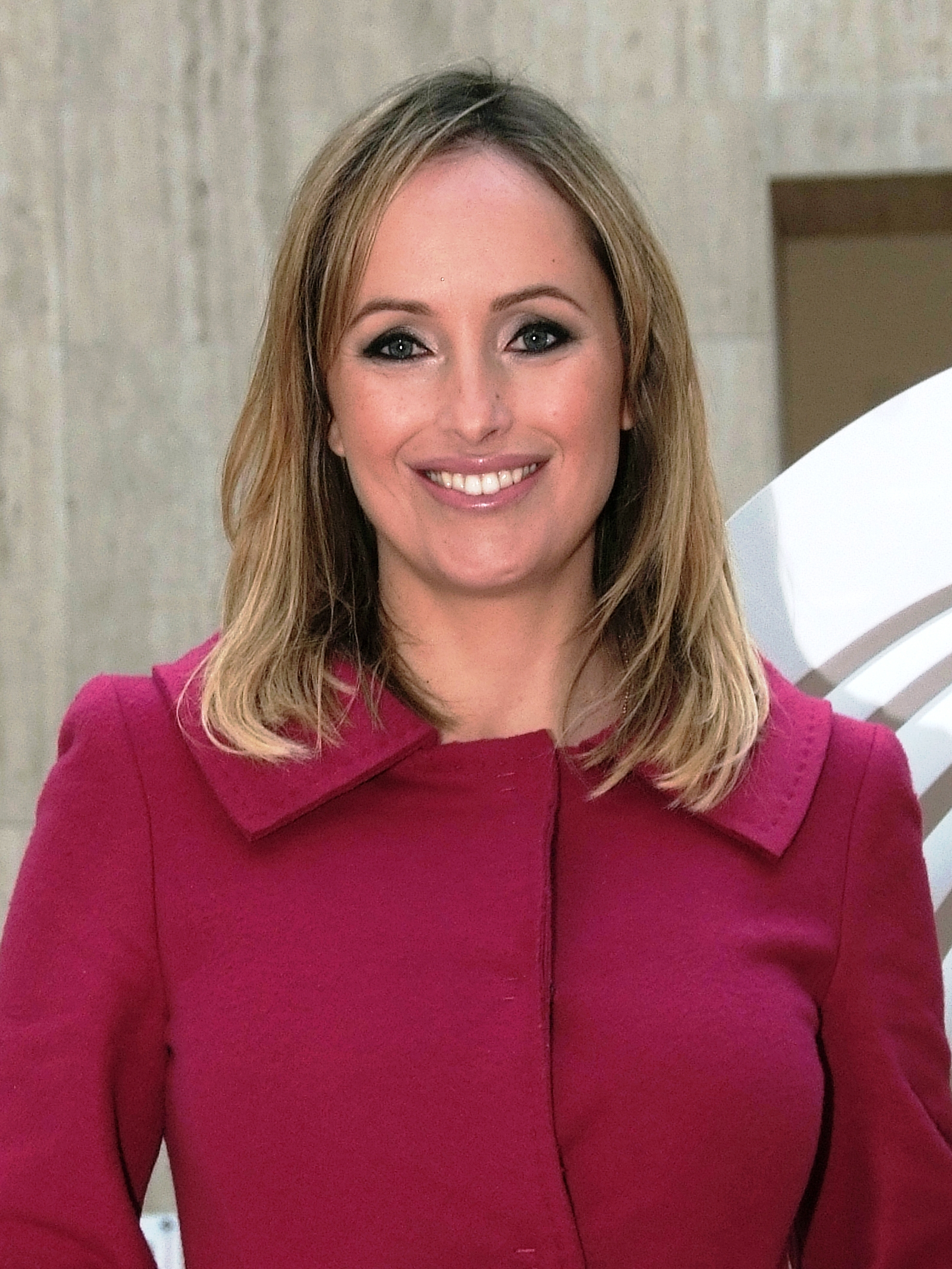
Marisa Cruz auf der Exponor (2011)

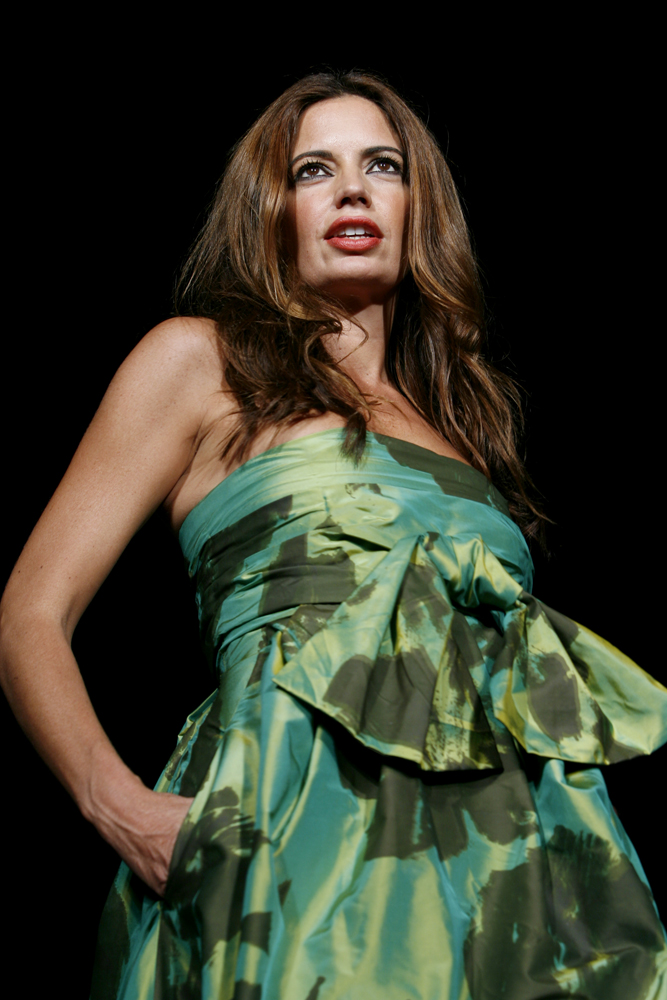
Bárbara Guimarães bei der Moda Lisboa 2008

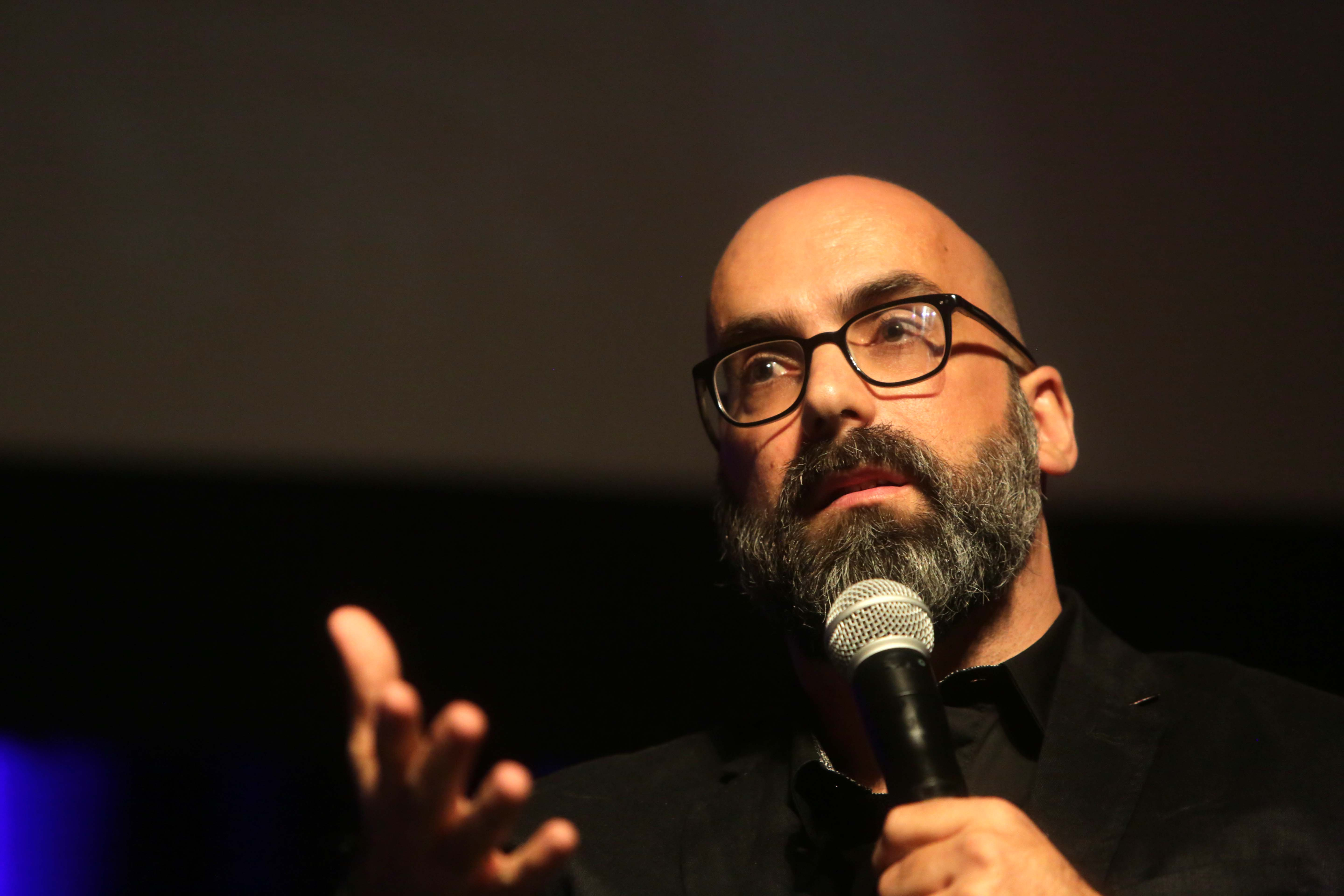
Valter Hugo Mãe in São Paulo (2016)

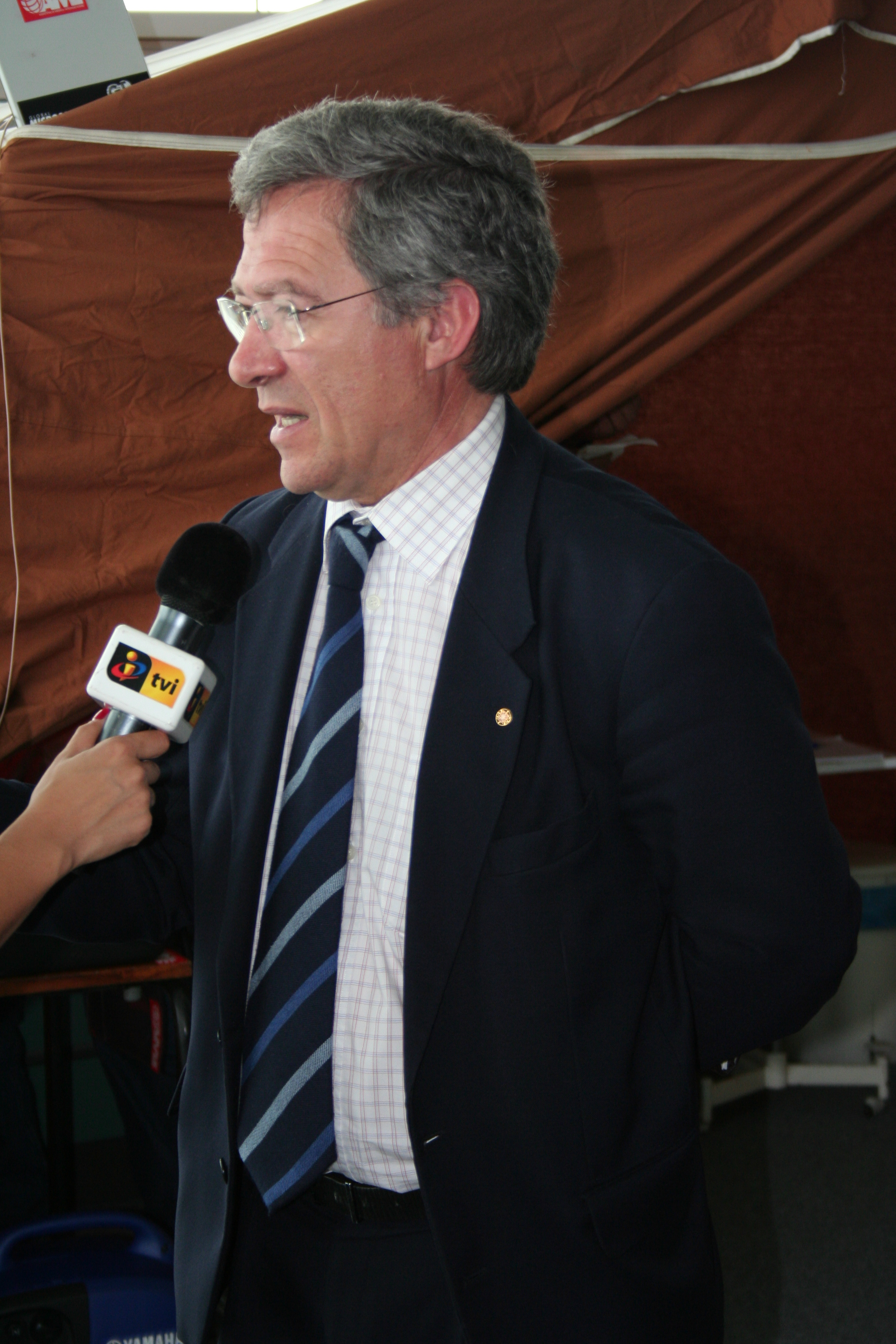
Fernando Nobre (2008), Gründer und Sprecher der NGO Assistência Médica Internacional

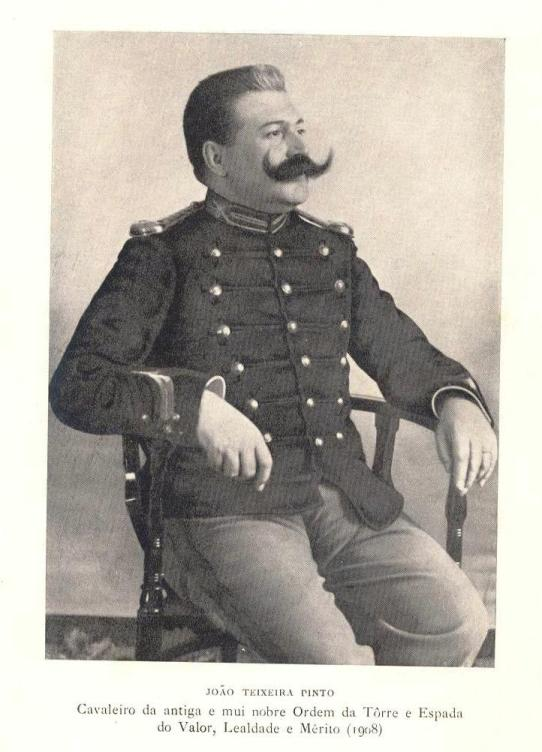
João Teixeira Pinto (1908)

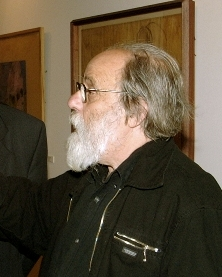
Jose Joaquim Rodrigues (2003)

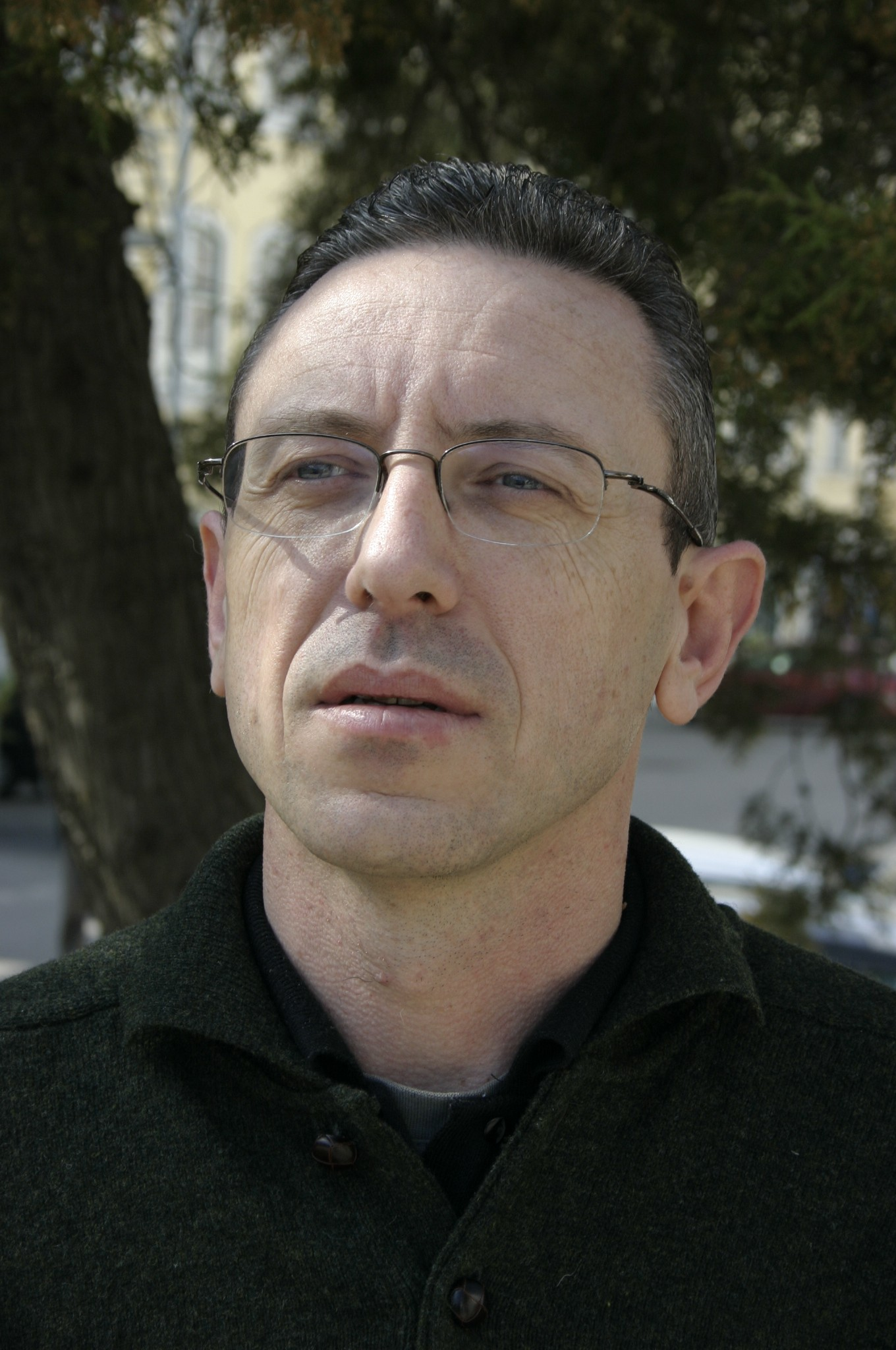
Luís Filipe B. Teixeira (2006)

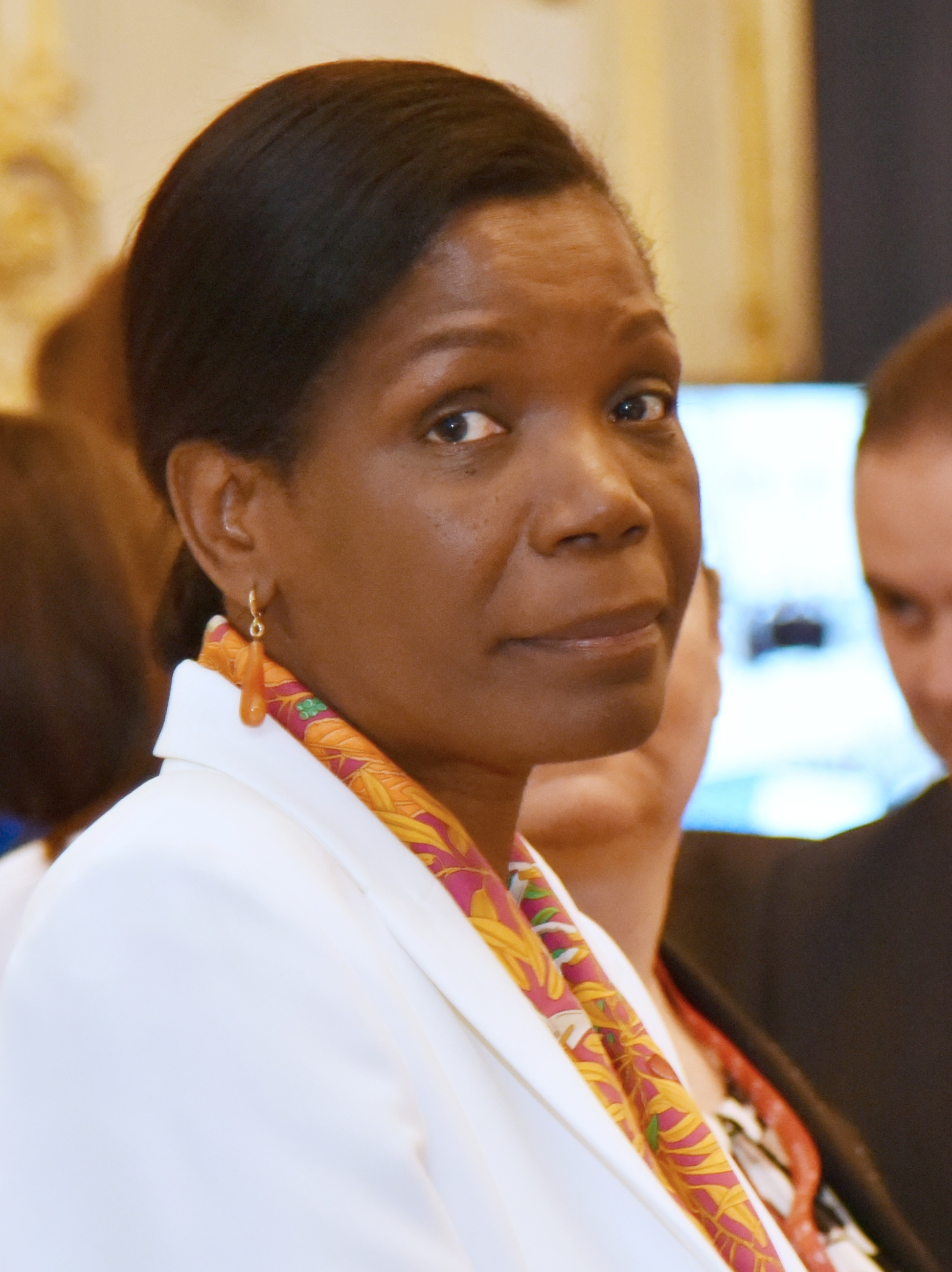
Justizministerin Francisca Van Dunem (2016)

Das afrikanische Land Angola war seit dem 15. Jahrhundert bis 1975 Portugiesischen Kolonie; Angola und Portugal stehen bis heute in engen und vielfältigen Beziehungen.

## A
- Cláudio Abreu (* 1971), Fußballspieler
- José Águas (1930–2000), Fußballspieler
- Sandro Aguilar (* 1973), Filmregisseur
- Sofia Alves (* 1973), Schauspielerin
- Maria da Graça Amado da Cunha (1919–2001), klassische Pianistin, feministische und antifaschistische Aktivistin
- Ilídio do Amaral (1926–2017), Geograph
- António de Assis Júnior (1877–1960), Journalist, Romancier und Anwalt
- José Baptista Pinheiro de Azevedo (1917–1983), Militär und Politiker, Ministerpräsident 1975–1976

## B
- Patrícia Barbas (* 1971), Architektin

## C
- Jorge Campinos (1937–1993), Jurist, Hochschullehrer und sozialistischer Politiker, mehrmaliger Minister
- Gabriela Canavilhas (* 1961), Pianistin und Politikerin, Kulturministerin im Kabinett Sócrates II
- Adolfo Luxúria Canibal (* 1959), Sänger der portugiesischen Band Mão Morta
- Arsénio Pompílio Pompeu de Carpo (1792–1869), Unternehmer und Politiker
- João Carqueijeiro (* 1954), Bildhauer
- Isabel Estrada Carvalhais (* 1973), Politikerin, Politikwissenschaftlerin und Hochschullehrerin
- William Carvalho (* 1992), Fußballnationalspieler
- Carlos Castro (1945–2011), Journalist und Schriftsteller, Aktivist für die Rechte Homosexueller
- José Luís Champalimaud (1939–1996), Arzt und Forscher
- Luís Cília (* 1943), Liedermacher und Komponist
- Luísa Coelho (* 1954), Sprachwissenschaftlerin und Schriftstellerin
- Constantino Jardim (* 1967 in Lubango), portugiesischer Fußballspieler
- José Manuel Garcia Cordeiro (* 1967), Erzbischof von Braga
- Hélder Costa (* 1994), Fußballnationalspieler
- Pedro Couceiro (* 1970), Autorennfahrer, als Kind bekannter Sänger
- João Cravinho (1936–2025), Politiker
- Assunção Cristas (* 1974), Juristin und Politikerin
- Filipe Cruz (* 1969), Handballnationalspieler
- Marisa Cruz (* 1974), Moderatorin und Schauspielerin

## D
- Fernando Dacosta (* 1945), Journalist und Autor
- Noémia Delgado (1933–2016), Filmregisseurin, Filmeditorin und Drehbuchautorin
- Pedro Emanuel (* 1975), portugiesischer Fußballspieler
- António Escudeiro (1933–2018), Regisseur und Kameramann
- Vítor Estêvão (* 1952), Kameramann
- Estrela (* 1995), Fußballspieler
- José Xavier Ezequiel (* 1962), Schriftsteller

## F
- Alexandre Faria (* 1973), Rechtsanwalt und Kommunalpolitiker
- Emanuel Fernandes (* 1967), olympischer Beachvolleyballspieler
- José Fonseca e Costa (1933–2015), Regisseur

## G
- Armando Gama (1954–2022), portugiesischer Sänger, vertrat Portugal beim Eurovision Song Contest 1983
- José Garrido (* 1960 in Luanda), portugiesischer Fußball-Nationalspieler
- Hélder Gonçalves (* 1970), Musiker, Gitarrist der Gruppe Clã
- Bárbara Guimarães (* 1973), Fernsehmoderatorin

## H
- Hélder (* 1971), Fußballspieler

## J
- António Jacinto (* 1924 in Luanda; † 1991 in Lissabon), Dichter und Aktivist der angolanischen Unabhängigkeit
- Lucrécia Jardim (* 1971), olympische Leichtathletin
- Lucas João (* 1993), Fußballspieler
- Rui Jordão (1952–2019), Fußballspieler
- Paulo Jorge (* 1970 in Luanda), portugiesischer Fußballtorwart
- José Maria Júnior (* 1943), Fußballspieler

## K
- Tomaz Kim (1915–1967), Lyriker und Übersetzer

## L
- Célia Lawson (* 1974), Rocksängerin
- Ricardo Lopes (* 1968 in Luanda), portugiesischer Fußballspieler

## M
- Paulo Madeira (* 1970), Fußballspieler, u. a. Nationalspieler bei der EM´96
- Valter Hugo Mãe (* 1971), Schriftsteller, bildender Künstler und Musiker
- Nuno Magalhães (* 1972 in Luanda), Rechtsanwalt und Politiker, portugiesischer Parlamentsabgeordneter für die konservative CDS
- Pedro Malagueta (* 1951), Sänger
- Mascarenhas (1937–2015), Fußballspieler, Torschützenkönig 1963/64 im Europapokal der Pokalsieger
- Rodrigo de Matos (* 1975), Karikaturist und Comiczeichner
- Jorge Melício (* 1957), Bildhauer
- António Aniceto Monteiro (1907–1980), Mathematiker
- Ciomara Morais (* 1984 in Benguela), portugiesische Schauspielerin mit Vorfahren aus Macau
- Tomaz Morais (* 1970 in Lobito), portugiesischer Rugbyspieler, Trainer der Portugiesischen Rugby-Nationalmannschaft
- Joaquim Moreno (* 1973), Architekt und Autor

## N
- Eduardo Nascimento (1943–2019), Sänger, vertrat Portugal beim Grand Prix de la Chanson 1967
- Fernando Nobre (* 1951), Politiker, Arzt, Aktivist und Hochschullehrer

## O
- Hélder Ornelas (* 1974), olympischer Leichtathlet

## P
- Edgar Pacheco (* 1977 in Luanda), portugiesischer Fußball-Nationalspieler
- Carlos Parente (* 1961 in Luanda), portugiesischer Fußball-Nationalspieler
- Marco Paulo (* 1976 in Luanda), Fußballspieler portugiesischer Vereine, portugiesischer Jugendnationalspieler und angolanischer Nationalspieler
- João Carlos Pereira (* 1965 in Luanda), portugiesischer Fußballspieler und -trainer
- Jorge Perestrelo (1948–2005), Sportjournalist
- Fernando Peyroteo (1918–1978), Fußballspieler
- Herlander Peyroteo (1929–2002), Film- und Fernsehregisseur
- Alberto Oliveira Pinto (* 1962), Schriftsteller
- João Teixeira Pinto (1876–1917), Kolonialoffizier
- Pedro Proença (* 1962), Maler und Autor

## Q
- Júlio Quaresma (* 1958), Architekt, bildender Künstler und Kunstkritiker
- Luis Quintais (* 1968), Anthropologe und Lyriker

## R
- Cláudio Ramos (* 1973), Fernsehmoderator, -schauspieler und Schriftsteller
- Emídio Rangel (* 1947), Journalist
- Carlos Rocha (* 1974), Comicautor
- Henrique Nascimento Rodrigues (1940–2010), Jurist und Politiker, Arbeitsminister 1981
- Jacinto Rodrigues (* 1939), Philosoph, Hochschullehrer und Autor
- José Joaquim Rodrigues (* 1936), Bildhauer und Zeichner

## S
- Vítor Sá Machado (1933–2002), konservativer Politiker, 1978 Außenminister Portugals
- Paulo Salvador (* 1965), Journalist
- Joaquim Santana (1936–1989), Fußballspieler
- Bruno Saraiva (* 1974 in Huambo), portugiesischer Fußballspieler und -trainer
- Paulo Castro Seixas (* 1967), Anthropologe und Soziologe, Hochschullehrer und Autor
- Luís Lopes de Sequeira († 1681), afro-portugiesischer Offizier, Befehlshaber der Schlacht von Ambuila (1665)
- António Sérgio (1950–2009), bedeutender Radiomoderator
- Edite Soeiro (1934–2009), Journalistin
- João Pedro Sousa (* 1971 in Luanda), portugiesischer Fußballspieler und -trainer
- Laura Soveral (1933–2018), Schauspielerin
- Luís Soveral (* 1961), Maler, Architekt, Schauspieler und Genealoge

## T
- António Segadães Tavares (* 1944), Bauingenieur
- António Tavares (* 1960), Schriftsteller
- Gonçalo M. Tavares (* 1970), Schriftsteller
- Luís Filipe B. Teixeira (* 1959), Schriftsteller, Philosoph und Hochschullehrer
- Paula Teixeira da Cruz (* 1960), Juristin und Politikerin, Justizministerin im Kabinett Passos Coelho

## V
- João de Vallera (* 1950), portugiesischer Diplomat
- Francisca Van Dunem (* 1955), angolanisch-portugiesische Juristin und Politikerin, Justizministerin im Kabinett Costa I
- João Viana (* 1966), portugiesischer Filmregisseur
- Luís Vidigal (* 1973), Fußballspieler und -trainer
- José Pedro Machado Vieira (* 1959), Diplomat

## W
- Wilson (* 1969 in Moçâmedes), angolanisch-portugiesischer Fußballspieler bei portugiesischen Vereinen und in der angolanischen Nationalmannschaft

## X
- Xesko (* 1962), angolanisch-portugiesischer Künstler und olympischer Schwimmer